# Bufoniceps laungwalaensis
Bufoniceps laungwalaensis ist eine Echse aus der Familie der Agamen, die im indischen Bundesstaat Rajasthan und in der angrenzenden pakistanischen Provinz Sindh vorkommt. Die Art wurde 1978 durch einen indischen Wissenschaftler erstmals wissenschaftlich beschrieben und dabei der Gattung der Krötenkopfagamen (Phrynocephalus) zugeordnet. Da die Echse aber nicht alle für die Gattung der Krötenkopfagamen typischen Merkmale zeigt, wurde 1992 durch den britischen Herpetologen Edwin Nicholas Arnold die Gattung Bufoniceps eingeführt, mit Bufoniceps laungwalaensis als einziger Art.

## Merkmale
Bufoniceps laungwalaensis ähnelt den Krötenkopfagamen, hat im Unterschied zu diesen eine äußere, wenn auch sehr kleine Ohröffnung, und einen kürzeren Schwanz, der auch nicht nach oben gebogen oder gar geringelt ist, wie bei den Krötenkopfagamen. Der Kopf ist nur wenig länger als breit, die Schnauze ist extrem kurz. Der Kopf ist abgerundet, ein Canthus rostralis ist nicht ausgebildet. Die Nasenöffnungen stehen hoch auf der Schnauze eng zusammen und sind nach oben und vorne gerichtet. Der Rumpf ist flach und mit mehr oder weniger homogenen Schuppen bedeckt. Ein Nacken- oder Rückenkamm ist nicht vorhanden. Ein Kehlsack ist nicht vorhanden. Der Schwanz hat eine Länge von weniger als zwei Drittel der Kopf-Rumpf-Länge. Die Seiten der Zehen sind mit flachen, zugespitzten Schuppen gesäumt, die das Einsinken in den Sand verhindern. Femoralporen sind nicht vorhanden.

## Lebensraum
Bufoniceps laungwalaensis lebt auf 5 bis 20 Meter hohen Dünen und fehlt in den mit Geröll und vereinzelter Vegetation bedeckten Regionen zwischen den Dünenfeldern. Die Echsen sind tagaktiv und vor allem kurz vor der Mittagszeit und am Nachmittag aktiv. In Gefahrensituationen oder zur Ruhe vergraben sie sich durch seitliche Körperbewegungen im lockeren Sand. Die Tiere ernähren sich von Ameisen und anderen Hautflüglern, Käfern, Heuschrecken und deren Larven.